# 艾日布林
艾日布林（英語：Eribulin） 是一种化疗药物，由衛采制药研发。其被批准用来治疗乳腺癌和脂肪肉瘤。

## 批准和适应证

### 乳腺癌
甲磺酸盐形式的艾日布林被美国食品药品监督管理局(FDA)于2010年11月15日批准用于治疗已接受至少两套化疗方案的转移乳腺癌。

### 脂肪肉瘤
2016年1月美国FDA批准艾日布林用于治疗无法手术并已接受过包括蒽环类药物在内的化疗方案的脂肪肉瘤。 一项三期临床试验报告指出，接受艾日布林治疗患者的中位数总存活率为15.6月，而使用达卡巴嗪治疗的患者则为8.4个月。比使用达卡巴嗪治疗的患者高。

## 引用
1. ↑   (新闻稿). USFDA. 2010-11-15  [November 15, 2010]. （原始内容存档于2017-01-18）.
2. 1 2  .   [2016-10-22]. （原始内容存档于2019-04-25）.